# توماس جی. رایت
توماس جی. رایت (به انگلیسی: Thomas J. Wright) یک کارگردان تلویزیون، هنرمند و طراح آمریکایی است. رایت قسمت‌هایی از سریال‌هایی نظیر اسمالویل، یک درخت هیل و کرم شب‌تابو بسیاری از برنامه‌های دیگر را کارگردانی کرده است. او هم‌چنین کار گسترده‌ای در هزاره کریس کارتر، که در آن او یک تولیدکننده و هم‌چنین کارگردان ۲۶ از ۶۷ قسمت بود، انجام داد. او هم‌چنین کارگردانی فیلم هالک هوگان به‌نام این عارضه رفت را در سال ۱۹۸۹ برعهده داشت. او هم‌چنین هنرمندی بود که نقاشی‌های مورد استفاده در مجموعه تلویزیونی‌های ترسناک از جمله گالری شب را کشیده بود.